# Interpreter poleceń
Interpreter poleceń, interpretator poleceń, interpreter komend (ang. command interpreter) – część systemu operacyjnego odpowiedzialna za tłumaczenie i wykonywanie poleceń systemowych wprowadzanych przez użytkownika w trybie konwersacyjnym lub w trybie wsadowym.
W czasach komputerów ośmiobitowych interpreterem poleceń był często interpreter języka BASIC, który wbudowywano w pamięć ROM, i który był automatycznie uruchamiany przy starcie urządzenia.